# کولنیتسا (استان اوپوله)
کولنیتسا (به لهستانی: Kolnica) یک منطقهٔ مسکونی در لهستان است که در گمینا گرودکوو واقع شده‌است. کولنیتسا ۱٬۰۰۰ نفر جمعیت دارد و ۱۶۰ متر بالاتر از سطح دریا واقع شده‌است.